# Luciano Crespi
Luciano Crespi (Ciudad de Buenos Aires; 23 de marzo de 1977), es un expiloto argentino de automovilismo. Actualmente se dedica a captar pilotos para la escudería suiza Jenzer Motorsport. Compitió, entre otras categorías, en Fórmula 3 Alemana y Turismo Competición 2000.

## Resultados

### Turismo Competición 2000
| Año  | Equipo             | Auto                | 1     | 2     | 3     | 4     | 5     | 6    | 7       | 8      | 9      | 10     | 11     | 12    | 13    | 14     | 15     | 16     | 17    | 18    | 19     | 20     | 21     | 22     | 23    | 24    | 25    | 26    | 27     | 28     | Res. | Puntos |
| ---- | ------------------ | ------------------- | ----- | ----- | ----- | ----- | ----- | ---- | ------- | ------ | ------ | ------ | ------ | ----- | ----- | ------ | ------ | ------ | ----- | ----- | ------ | ------ | ------ | ------ | ----- | ----- | ----- | ----- | ------ | ------ | ---- | ------ |
| 1997 |                    |                     | RAF I | RAF I | RC I  | RC I  | POS   | POS  | SJU I   | SJU I  | PAR    | PAR    | GR     | GR    | BB I  | BB I   | SJU II | SJU II | RC II | RC II | NDJ    | NDJ    | MZA    | MZA    | BB II | BB II | TRE   | TRE   | RAF II | RAF II | 21°  | 7      |
| 1997 | Crespi Competición | Chevrolet Vectra II |       |       |       |       |       |      |         |        |        |        | 10     | 9     |       |        |        |        |       |       |        |        | 13     | 14     | 14    | Ret   | Ret   | Ret   | 7      | Ret    | 21°  | 7      |
| 1998 |                    |                     | AG I  | AG I  | MDP I | MDP I | RC I  | RC I | SJU I   | SJU I  | OLA    | OLA    | GR     | GR    | PAR I | PAR I  | BA     | BA     | BB    | BB    | SJU II | SJU II | MDP II | MDP II | RC II | RC II | AG II | AG II | PAR II | PAR II | 11°  | 68     |
| 1998 | Crespi Competición | Chevrolet Vectra II |       |       | 6     | Ret   | 8     | 7    | 16 (11) | 11 (8) | Ret    | NL     | 10     | Ret   | 5     | Ret    | 5      | 5      | Ret   | Ret   | 12     | Ret    | 17     | 9      | 11    | 8     | Ret   | Ret   | 3      | 4      | 11°  | 68     |
| 1999 |                    |                     | AG I  | AG I  | MDP   | MDP   | POS   | POS  | OLA     | OLA    | RC     | RC     | BA I   | BA I  | BB    | BB     | TRE    | TRE    | AG II | AG II | GR     | GR     | RAF    | RAF    | PAR   | PAR   | SJO   | SJO   | BA II  | BA II  | 24°  | 6      |
| 1999 | Crespi Competición | Chevrolet Vectra II | 15†   | Ret   | 15    | 12    | 20    | Ret  | Ret     | 12     | 13     | 6      | Ret    | 14    | 12    | 15     | Ret    | Ret    | 12    | Ret   | 16     | 11     | 13     | 17     | 14    | Ret   | 11    | 11    | Ret    | 12     | 24°  | 6      |
| 2000 |                    |                     | RC I  | TRE   | AG    | SJU I | PAR I | OBE  | BB      | RAF    | BA I   | SJO    | SJU II | RC II | BA II | PAR II |        |        |       |       |        |        |        |        |       |       |       |       |        |        | 17°  | 23     |
| 2000 | Crespi Competición | Chevrolet Vectra II | Ret   | 4     | Ret   | 10    | 3     | 21   | Ret     | 16     | Ret    | 16     | Ret    | 21†   | Ret   | Ret    |        |        |       |       |        |        |        |        |       |       |       |       |        |        | 17°  | 23     |
| 2001 |                    |                     | RAF   | RC    | BB    | SJU I | PAR   | BA I | OBE     | AG I   | SJO    | SJU II | MDA    | RES   | AG II | BA II  |        |        |       |       |        |        |        |        |       |       |       |       |        |        | 25°  | 4      |
| 2001 | Crespi Competición | Chevrolet Vectra II |       |       |       |       |       |      |         | 7      |        |        |        |       |       |        |        |        |       |       |        |        |        |        |       |       |       |       |        |        | 25°  | 4      |
| 2002 |                    |                     | GR    | RC    | SJU I | BB    | RES   | OBE  | AG      | SAL    | SJU II | PAR    | BA     | SRA   | PIG   | MDP    |        |        |       |       |        |        |        |        |       |       |       |       |        |        | 17°  | 15     |
| 2002 | Crespi Competición | Chevrolet Astra II  | 5     | 15    | 6     | Ret   | 11    | 10   |         |        |        |        |        |       |       |        |        |        |       |       |        |        |        |        |       |       |       |       |        |        | 17°  | 15     |

#### Copa TC 2000
| Año  | Equipo             | Auto                | 1    | 2    | 3   | 4     | 5     | 6    | 7   | 8    | 9    | 10     | 11     | 12    | 13    | 14     | 15  | 16  | 17    | 18    | 19 | 20 | 21  | 22  | 23  | 24  | 25  | 26  | 27    | 28    | Res. | Puntos |
| ---- | ------------------ | ------------------- | ---- | ---- | --- | ----- | ----- | ---- | --- | ---- | ---- | ------ | ------ | ----- | ----- | ------ | --- | --- | ----- | ----- | -- | -- | --- | --- | --- | --- | --- | --- | ----- | ----- | ---- | ------ |
| 1999 |                    |                     | AG I | AG I | MDP | MDP   | POS   | POS  | OLA | OLA  | RC   | RC     | BA I   | BA I  | BB    | BB     | TRE | TRE | AG II | AG II | GR | GR | RAF | RAF | PAR | PAR | SJO | SJO | BA II | BA II | 4°   | 232    |
| 1999 | Crespi Competición | Chevrolet Vectra II | 4†   | Ret  | 1   | 3     | 7     | Ret  | Ret | 3    | 2    | 1      | Ret    | 6     | 3     | 5      | Ret | Ret | 2     | Ret   | 5  | 3  | 3   | 4   | 3   | Ret | 1   | 3   | Ret   | 3     | 4°   | 232    |
| 2000 |                    |                     | RC I | TRE  | AG  | SJU I | PAR I | OBE  | BB  | RAF  | BA I | SJO    | SJU II | RC II | BA II | PAR II |     |     |       |       |    |    |     |     |     |     |     |     |       |       | 6°   | 84     |
| 2000 | Crespi Competición | Chevrolet Vectra II | Ret  | 2    | Ret | 2     | 1     | 5    | Ret | 4    | Ret  | 3      | Ret    | 7†    | Ret   | Ret    |     |     |       |       |    |    |     |     |     |     |     |     |       |       | 6°   | 84     |
| 2001 |                    |                     | RAF  | RC   | BB  | SJU I | PAR   | BA I | OBE | AG I | SJO  | SJU II | MDA    | RES   | AG II | BA II  |     |     |       |       |    |    |     |     |     |     |     |     |       |       | 13°  | 20     |
| 2001 | Crespi Competición | Chevrolet Vectra II |      |      |     |       |       |      |     | 1    |      |        |        |       |       |        |     |     |       |       |    |    |     |     |     |     |     |     |       |       | 13°  | 20     |